# Schiffbrücke Wuppermündung
Die Schiffbrücke Wuppermündung ist eine historische Schiffbrücke über die alte Wuppermündung bei Rheinstromkilometer 703 im Leverkusener Stadtteil Rheindorf. Sie besteht aus drei Schiffen mit den Namen Einigkeit, Recht und Freiheit, die mit einem Steg verbunden sind.

## Beschreibung der Schiffe
Die Einigkeit ist ein Rheinklipper (oder Stevenaak) und war wahrscheinlich ein einmastiges Segelschiff. Der 1907 gebaute Schiffskörper ist 20 Meter lang und 4,10 Meter breit. Es ist das größte der drei Schiffe.
Die Recht ist ein Aalschokker und damit ein ehemaliges Aalfangschiff. Es ist 13,20 Meter lang und 4,55 Meter breit. Gebaut wurde es 1924.
Die Freiheit ist ein über 100 Jahre alter Lastensegler. Sie ist ein Plattbodenschiff vom Typ Tjalk, 17 Meter lang und 4,20 Meter breit und hat einen Rumpf aus Stahl. Die typischen Elemente einer Tjalk, die Seitenschwerter und das Steuerruder, fehlen aber.

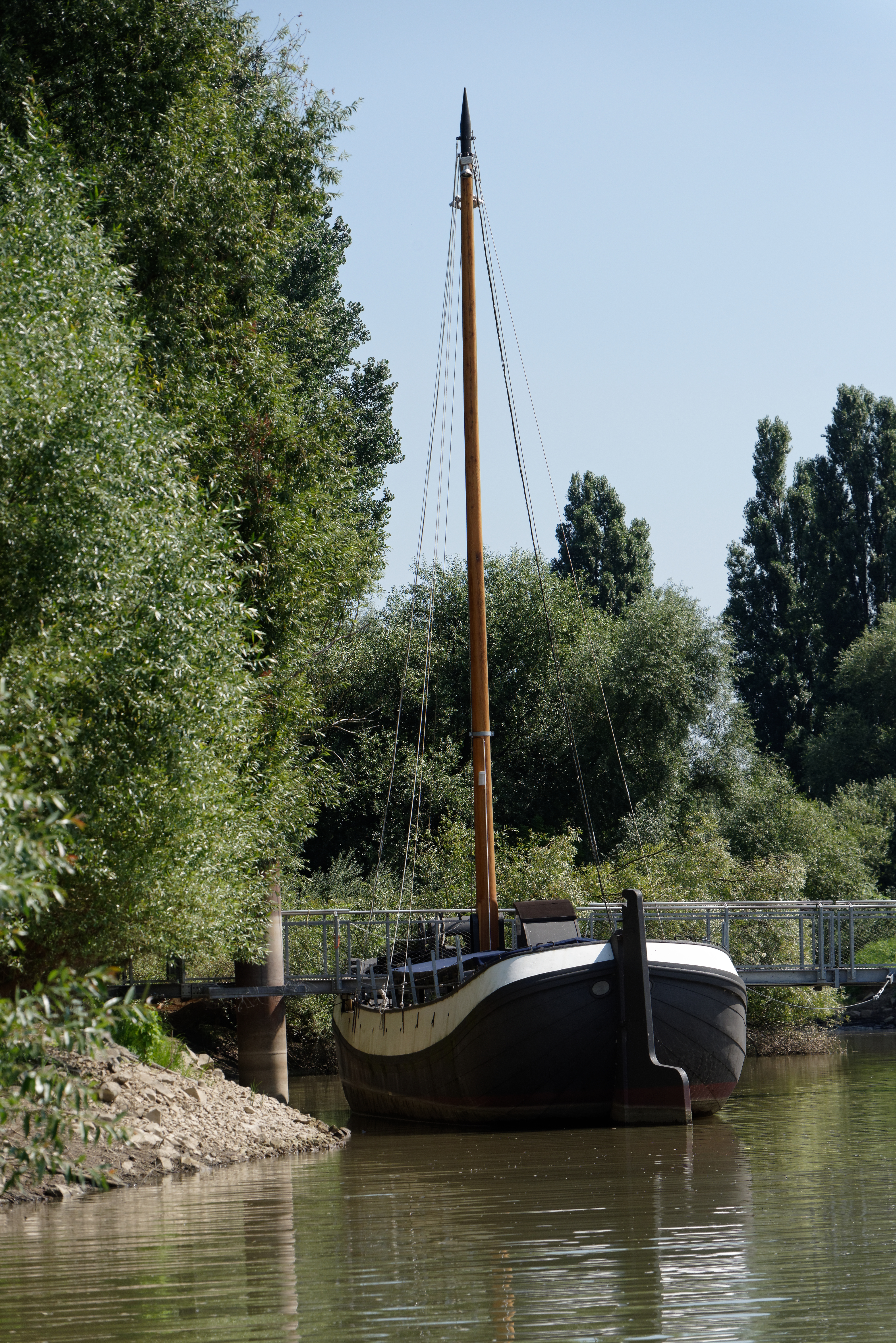
Rheinklipper Freiheit
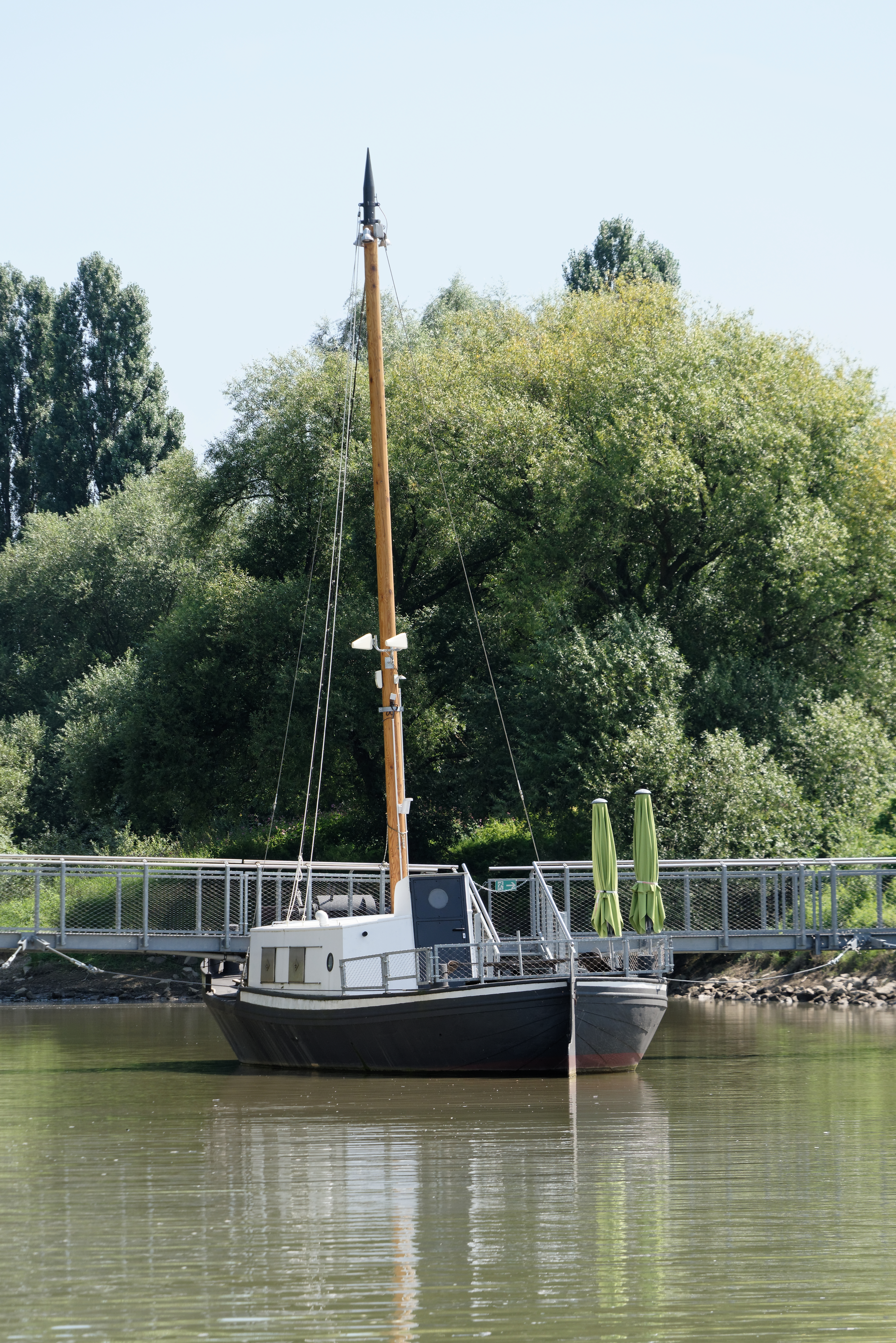
Aalfangschiff Recht
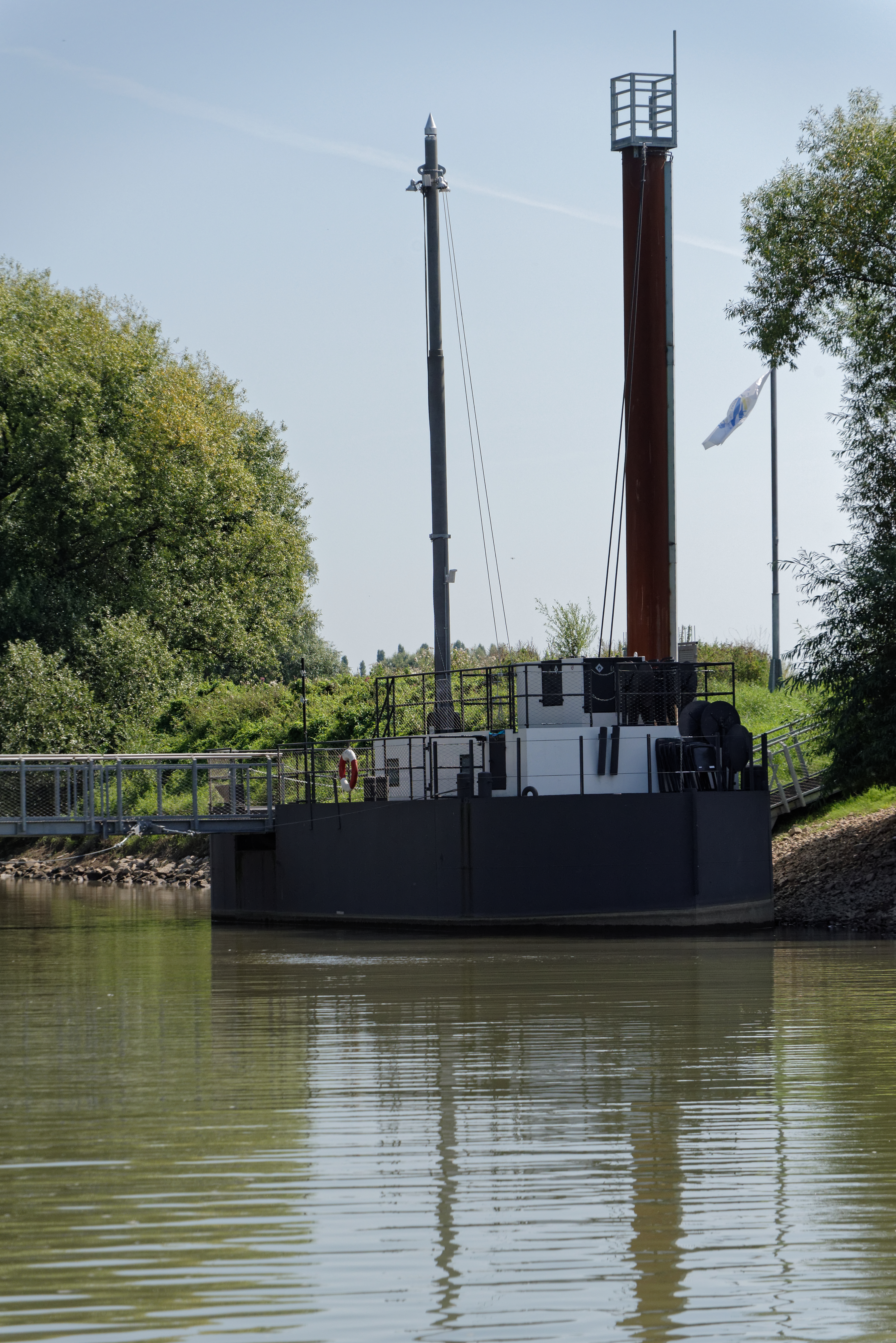
Lastensegler Einigkeit
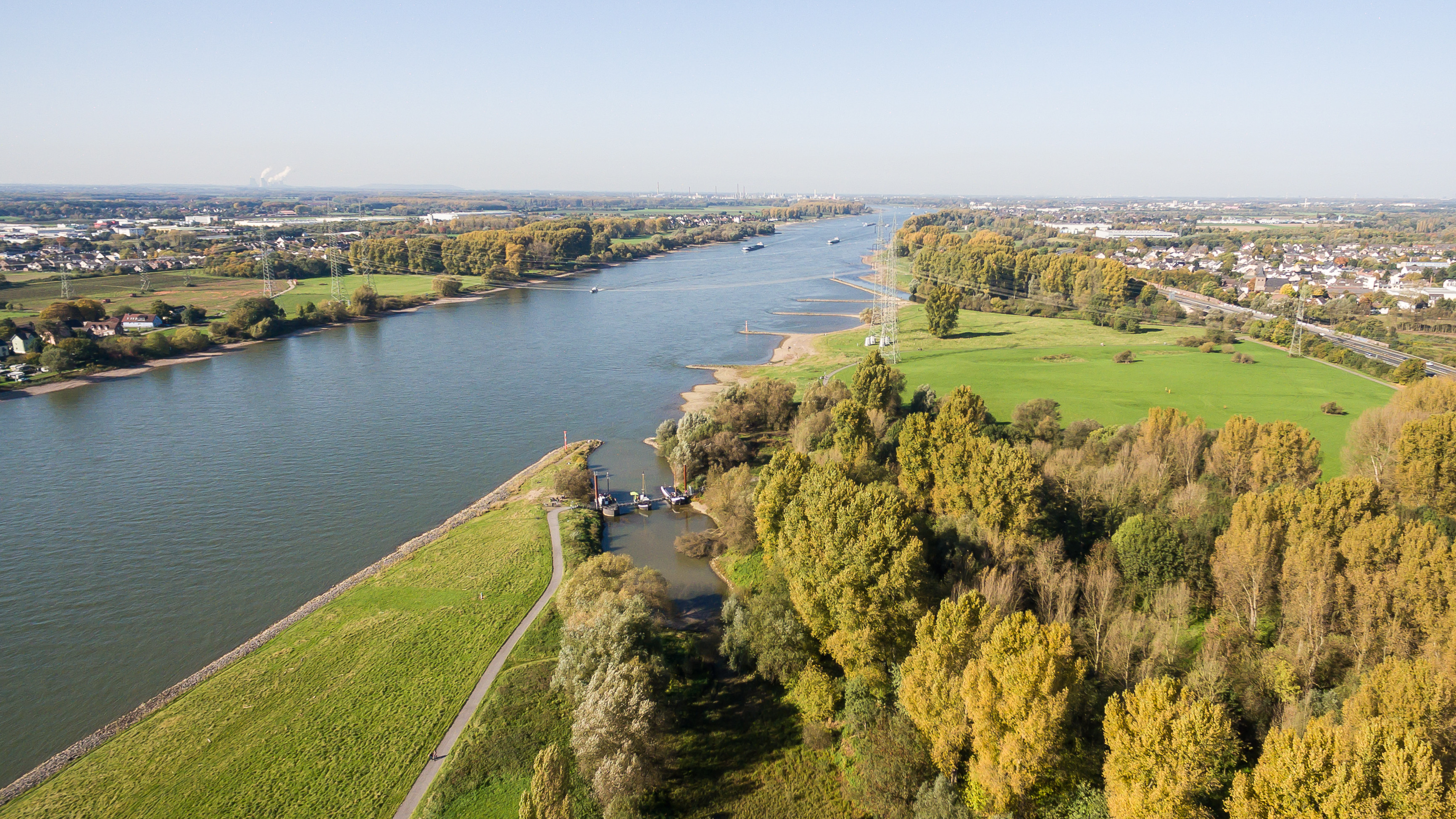
Luftbild der Schiffe in der Mündung

## Geschichte
Eine Brückenverbindung als letzter Übergang vor der Mündung der Wupper in den Rhein ist schon für das Jahr 1775 mit dem Namen An der kaiserlichen Brücke belegt. Bis zum Ende des 19. Jahrhunderts gibt es keine weiteren Aufzeichnungen. Sie wurde dann durch einen Fährbetrieb ersetzt. Bedingt durch den industriellen Aufschwung und den gestiegenen Personenverkehr wurde 1920 an dieser Stelle die erste Schiffssteganlage errichtet.
In den 1920ern erhielt ein Heinrich Gless die Fährrechte von Rheindorf nach Rheinkassel auf der anderen Rheinseite. 1929 ersetzte Gless die Steganlage durch eine dauerhafte Anlage und erhob gleichzeitig Brückenzoll von den Benutzern. Ab 1938 trat ein Vertrag mit der Stadt Leverkusen in Kraft, der den  Brückenzoll durch einen Zuschuss der Stadt ersetzte. Im Zweiten Weltkrieg wurde die Brückenanlage 1945 gesprengt.
Mit Unterstützung der Stadt Leverkusen baute Gless mit Pontons eine neue Brücke, die aber im Hochwasser 1956/57 abgetrieben und stark beschädigt wurde. Gless erwarb nacheinander einen Klipper und eine Tjalk und machte sie zu schwimmenden Tragpfeilern für eine neue Schiffsbrücke. Diese nannte er Einigkeit und Freiheit. 1967 erwarb er mit dem Aalschokker das dritte Schiff und gab ihm den Namen Recht.
Trotz der Verlegung der Wuppermündung in den 1970er Jahren nach Norden blieb die Anlage ein beliebtes Ausflugsziel. Die Bedeutung als Übergang verlor sich aber. Als 1974 Gless starb, wurde sie von seinem Schwiegersohn weitergeführt. Ende der 1970er Jahre stellte die Stadt die Subvention ein und stellte hohe Anforderungen an den Weiterbetrieb der Anlage, die 1982 von den Erben an Heinrich Schallenberg verkauft wurde. Anschließend erfolgte eine Sanierung.
Am 14. Juli 1983 wurde die Brückenanlage in die Denkmalliste der Stadt Leverkusen eingetragen. Anfang der 1990er Jahre erfolgte ein weiterer Eigentümerwechsel.
Im September 1992 wurden durch einen Brand große Teile der Aufbauten auf der Recht zerstört, das Boot ging unter. THW und Feuerwehr sicherten 1992–1995 die Anlage. Die Eigentumsverhältnisse waren in dieser Zeit ungeklärt. Es bildete sich eine Initiative zur Rettung der Brückenanlage, die am 26. Oktober 1995 zur Gründung des gemeinnützigen Fördervereins Schiffsbrücke Wuppermündung e. V. führte.
Schallenberg kaufte zusammen mit der Sparkasse Leverkusen die Anlage und übereignete sie am 14. Februar 1996 dem Förderverein als Spende. Eine Sanierung begann im Dezember 1997, als die Schiffe nach Lemmer zu einer Werft überführt wurden. Nacheinander wurden die Schiffe saniert und kamen am 1. September 2003 zurück. Bis April 2004 dauerte der Innenausbau der Tjalk. Im November 2007 wurde bekannt gegeben, dass im Rahmen der Regionale 2010 auch die Wupperbrücke Einigkeit, Recht und Freiheit gefördert wird.
Am 26. August 2012 wurde im Beisein von Minister Groschek Richtfest gefeiert. Die Brücke wurde am Ostersonntag, den 20. April 2014 wiedereröffnet.
Seit der Eröffnung befindet sich auch ein Café und Kiosk auf der Schiffsbrücke. Das Café und Kiosk wird als Beschäftigungs- und Integrationsbetrieb von der Diakonie Leverkusen betrieben.